# Толунай Кафкас
Хаккі Толунай Кафкас (тур. Hakkı Tolunay Kafkas, нар. 31 березня 1968, Анкара) — турецький футболіст, що грав на позиції захисника. По завершенні ігрової кар'єри — тренер.
Виступав, зокрема, за клуб «Трабзонспор», а також національну збірну Туреччини.
Чемпіон Туреччини. Дворазовий володар Кубка Туреччини. Володар Суперкубка Туреччини. Володар Кубка Туреччини (як тренер).

## Клубна кар'єра
У дорослому футболі дебютував 1987 року виступами за команду «Тюрк Телекомспор», в якій провів один сезон.
Згодом з 1988 по 1993 рік грав у складі команд «Кечіоренгюджю», «Діярбакирспор» та «Бурсаспор».
Своєю грою за останню команду привернув увагу представників тренерського штабу клубу «Трабзонспор», до складу якого приєднався 1993 року. Відіграв за команду з Трабзона наступні п'ять сезонів своєї ігрової кар'єри. Більшість часу, проведеного у складі «Трабзонспора», був основним гравцем захисту команди.
Протягом 1998—2004 років захищав кольори клубів «Галатасарай», «Бурсаспор», «Денізліспор», АСКО (Пашинг) та ЛАСК (Лінц). Протягом цих років виборов титул чемпіона Туреччини.
Завершив ігрову кар'єру у команді «Адміра-Ваккер», за яку виступав протягом 2005 року.

## Виступи за збірну
1994 року дебютував в офіційних матчах у складі національної збірної Туреччини і одразу ж забив дебютний гол.
У складі збірної був учасником чемпіонату Європи 1996 року в Англії, де зіграв у поєдинках з Хорватією і Португалією. Обидва матчі Туреччина програла з однаковим рахунком 0-1.
Загалом протягом кар'єри в національній команді, яка тривала 5 років, провів у її формі 33 матчі, забивши 3 голи.

## Кар'єра тренера
Розпочав тренерську кар'єру невдовзі по завершенні кар'єри гравця, 2007 року, очоливши тренерський штаб клубу «Кайсеріспор».
2013 року став головним тренером команди «Трабзонспор», тренував команду з Трабзона один рік.
Протягом тренерської кар'єри також очолював команди «Ґазіантепспор» та «Карабюкспор».
Наразі останнім місцем тренерської роботи на клубному рівні був «Акхісар Беледієспор», головним тренером якого Толунай Кафкас був з 2016 по 2017 рік.
З 2000 року очолює молодіжну збірну Туреччини, яку вже очолював протягом 2011-2013 років.

## Титули і досягнення

### Як гравця
- Чемпіон Туреччини (1):

«Галатасарай»: 1999
- Володар Кубка Туреччини (2):

«Трабзонспор»: 1995
«Галатасарай»: 1999
- Володар Суперкубка Туреччини (1):

«Трабзонспор»: 1995

### Як тренера
- Володар Кубка Туреччини (1):

«Кайсеріспор»: 2008